# Семикино
Семикино — деревня в Сосновском районе Тамбовской области Российской Федерации.

## География
Находится вблизи левого берега реки Цна, вытянута параллельно реке с севера на юг. Расстояние по автодорогам до районного центра Сосновка — 18 км, до Тамбова — 49 км.
Вдоль деревни проходит автодорога Тамбов — Шацк, у деревни от неё отходит дорога на запад к посёлкам Сосновка и Первомайский.
В деревне две улицы: Колхозная и Речная. На юге продолжением деревни является село Перкино.

## История
Деревня Семикино впервые была упомянута в 1640 году Богданом Карповым.

## Население
| 2010 |
| ---- |
| 604  |